# Prekriveni Krist

Prekriveni Krist (tal. Cristo velato) glasovita je skulptura u bijelomu mramoru talijanskoga kipara Giuseppea Sanmartina koja uprizoruje Kristovo tijelo skinuto s križa. Izložena je u kapeli Sansevero u Napulju.
Vrijednost djela odlikuje se u naizgled prozirnomu izgledu platna kojime je prekriven Krist, odajući dojam priljubljenosti, natopljenosti platna uz tijelo, kao i prikaz Kristova izmučena lica i tijela (zatvorene oči, rane od čavala, mišići) te pojedinosti u skulpturi (čavli, kliješta, trnova kruna, odloženi uz Kristove noge) koje su zahtijevale vještinu izrade. S obzirom na vrlo preciznu izvedbu koprene oko Kristova lica postojala je legenda da je umjetniku u prikazu prozirnosti platna pomogao alkemičar Raimondo di Sangro, no ispitivanja su pokazala kako je cijeli kip isklesan iz jednoga bloka mramora.
Simbolika platna s Kristova groba povezuje se s hramskom zavjesom, koja je skrivala Svetinju nad svetinjama (usp. Izl 26, 30) i u trenutku se Isusove smrti razdrjla nadvoje odozgor dodolje (Mt 27, 51; Mk 15, 38; Lk 23, 45). Hramsko je platno odvajalo Božje prebivalište (prostor Svetinje) od prostora za svećenike, kojemu je samo veliki svećenik mogao pristupiti jednom godišnje i prinijeti propisanu žrtvu. Poslanica Hebrejima tumači kako Isus svojom mukom i smrću jednom zauvijek uđe u Svetinju (Heb 9, 12) kako bi svojom smrću i uskrsnućem otkupio čovjeka i prelaskom zastora izvršio konačno pomirenje u svojoj žrtvi na križu.

## Vanjske poveznice
|  | Zajednički poslužitelj ima još gradiva o temi Prekriveni Krist |